# 도호쿠신샤

도호쿠신샤(株式会社東北新社, Kabushiki gaisha Tōhokushinsha)는 도쿄 미나토구 아카사카에 본사를 둔 일본 영화 배급사, 제작사 및 더빙 스튜디오이다. 1961년 우에무라 반지로(한때 ITC 엔터테인먼트 일본 지사장이기도 함)가 외국 영화 더빙 하우스로서 설립했다. 우에무라 가족 구성원들이 최대 주주로 계속 활동한다.

## 애니메이션
- 아이카츠 플래닛!
- 애플시드 (2004년 영화)
- 루팡 3세: 칼리오스트로의 성
- 루팡 3세: 루팡 VS 복제인간
- 메리와 마녀의 꽃
- 마이 마이 신코 이야기
- 철인 28호 (1980년 애니메이션)
- 망상대리인
- 기동경찰 패트레이버
  - 기동경찰 패트레이버 (영화)
  - 최종병기 그녀
- 기동경찰 패트레이버 극장판 2
- 명탐정 번개
- 센과 치히로의 행방불명
- 테츠코의 여행
- 바람이 분다 (영화)

## 영화
- 사랑도 통역이 되나요?
- 러브★콤플렉스
- 마리 앙투아네트 (2006년 영화)
- 우주로부터 온 메시지
- 음양사 (영화)
  - 음양사 2
- 썸웨어 (영화)

## 게임
- 크래쉬 밴디쿳 2: 코텍스의 역습
- 소닉 어드벤처
- 소울칼리버 레전즈
- 메탈 기어 솔리드 4: 건즈 오브 더 패트리어트
- 소울칼리버 IV
- 소닉 제너레이션즈
- 파이널 판타지 XV

## 실사 시리즈
- GARO
- 아이카츠 플래닛!